# Sigmund Pick

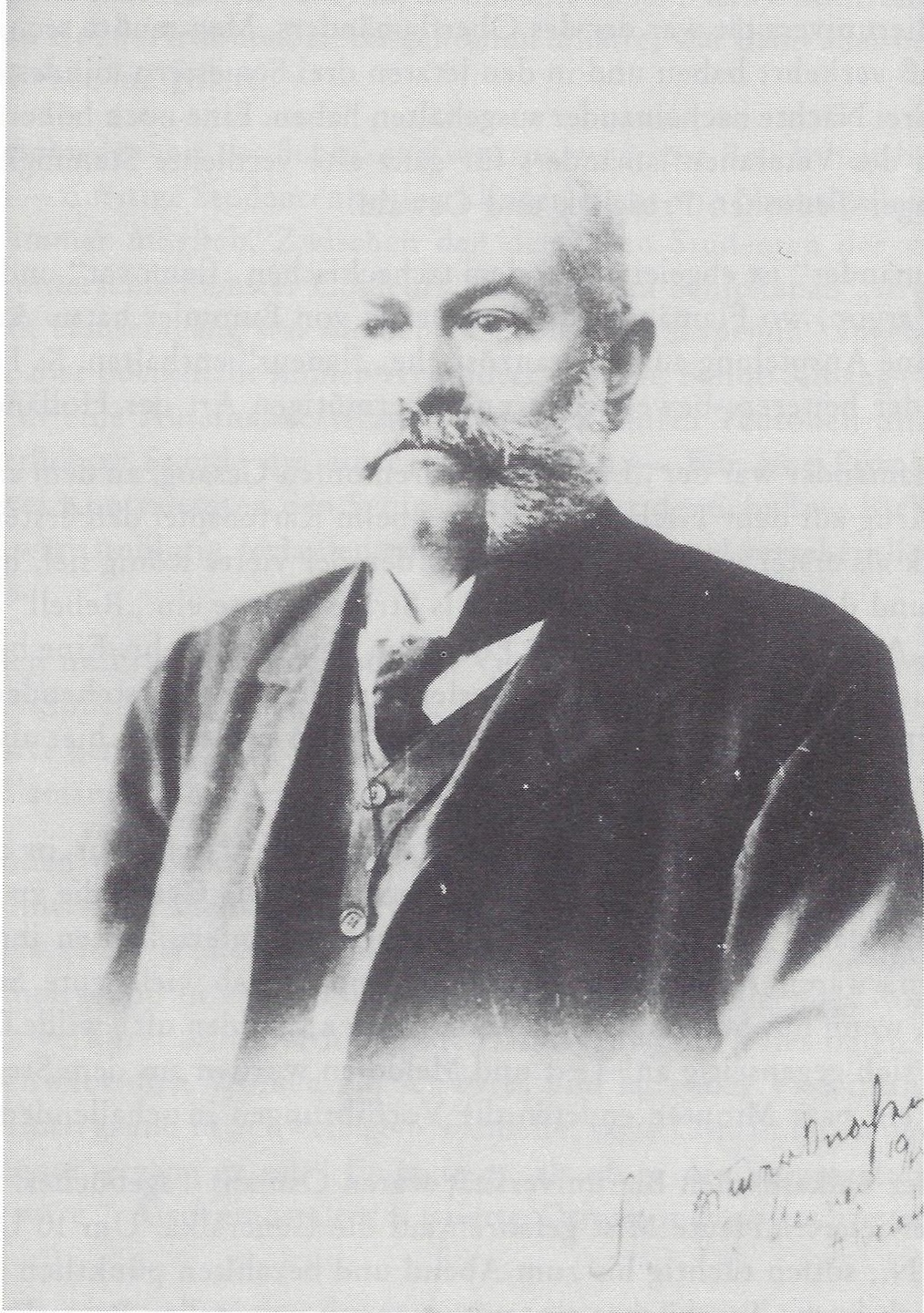
Sigmund Pick

Sigmund Pick alias Abraham (* 10. Mai 1849 in Prag; † 4. Oktober 1922 ebenda) war ein Kellner, Kleinhändler und Geldverleiher im couleurstudentischen Umfeld Prags. Karl Hans Strobl hat ihn in seinem Roman Die Vaclavbude verewigt.

## Jugend und Ausbildung
Als Kind war Pick in das Seidengeschäft des Zacharias Kuh, des mütterlichen Großvaters von Egon Erwin Kisch und dessen Bruder Paul Kisch, in der Bergmannsgasse (Havířská ul.) in der Prager Altstadt eingetreten. Wie viele andere jüdische Jungen dieser Zeit lernte Pick den Handel im Alltag. In angesehenen Handelshäusern arbeitete er als Lehrling und Kommis. In seiner Freizeit wirkte er im Gesangsverein von Holleschowitz mit.

### Angestellter im Wirtshaus Schipkapaß
Als verheirateter Mann fand er 1882 eine Anstellung in dem von Oskar Milde geführten Wirtshaus Schipkapaß bei Prag. Als Hirte trieb er Mildes Vieh in die Wälder. Als Kellner gewann er durch die vielen Waffenstudenten unter den Stammgästen tiefe Vertrautheit mit Couleur und studentischem Brauchtum. Bei den Studenten, die ihm den Spitznamen „Abraham“ gaben, wurde er schnell beliebt; stetig wuchs der Kreis seiner Freunde und Geschäfte.

„Er war Teilnehmer bei den Festen einer übermütigen, trinkfesten Jugend, beförderte Invaliden des Trunkes in den hierfür als Schlafgelegenheit vorgesehenen Raum und erstieg nach Aufforderung des Hausherrn den Hügel über dem angrenzenden Wald, um nach neuen Gästen Ausschau zu halten. Er vereinigte die Befugnisse eines Schankkellners mit der Stellung eines Vertrauensmannes der dort verkehrenden studentischen Gäste, der Frackanzüge und Wintermäntel, Uhren und Tabakdosen wie sonstige Wertgegenstände bereitwillig zum Versatzamt brachte und auch sonst mit Geldbeträgen aushalf, wenn etwa Zimmermieten fällig waren. Zudem trat er für seinen Herrn und Brotgeber wöchentlich mehrmals die damals recht umständliche Fahrt nach der Stadt Prag an, um auslaufende Beträge bei Schuldnern einzutreiben und auch sonstige gewerbliche Angelegenheiten, die mit ‚Moos‘ zusammenhingen, zu erledigen. Hier legte Abraham das Fundament für seine spätere Tätigkeit als Faktotum und Sachwalter der deutschen Studentenschaft Prags.“

### Kümmerer

Pumpier Abraham (1912)

Später als Pumpier selbständig geworden, wohnte Abraham im Winkelwerk der Prager Judenstadt unweit des Gasthauses Vaclavbude.
Allabendlich gab er im Deutschen Haus in Prag Audienzen, in einer Butzenscheibennische des altdeutschen Zimmers.

„Eine sogenannte Beschäftigung hatte er nicht, und doch war er den ganzen Tag beschäftigt. Den Studenten der Karl-Ferdinands-Universität half er in allen Belangen. Er vermietete möblierte Zimmer in allen Preislagen, borgte Geld und vermittelte Prüfungstermine. ... Er wußte die Adressen sämtlicher Paukbader auswendig und kannte die Privatverhältnisse der ganzen Prager Studentenschaft. Er hatte seine Kundschaft unter den verbohrtesten Zionisten und unter den wütendsten Antisemiten. ... Er war das perpetuum mobile, das ewig Fließende zwischen den starren Felseilanden der eifersüchtigen Farbenverbände.“

Studenten, denen er vertraute, besorgte er immer Geld. Er, der den Erzählungen nach niemals mehr als ein paar Gulden bei sich hatte, übergab die erbetene Summe am nächsten Tag um 11 Uhr auf dem Graben oder im Hinterhaus der Neupragergasse. Bei der Rückzahlung kam ihm ein kleiner Gewinn zugute. Bei Schwierigkeiten stundete er die Außenstände auf Monate oder Jahre. Von einer gewaltsamen Eintreibung war nie die Rede. 1914, fast 70 Jahre alt, verlor er im Ersten Weltkrieg viele Schuldner. Er verarmte und musste sein Leben mit einem improvisierten Zigarettenhandel fristen.
Sigmund Picks Visitenkarte trug oben links einen kleinen Stempel: eine Pumpe als Hinweis auf das Pumpen, den Geldverleih. Er wurde am Neuen jüdischen Friedhof im Familiengrab Pick (Gruppe 17, Reihe 11, Grab 18) beerdigt, Paul Kisch und Franz Lucksch hielten die Grabreden.

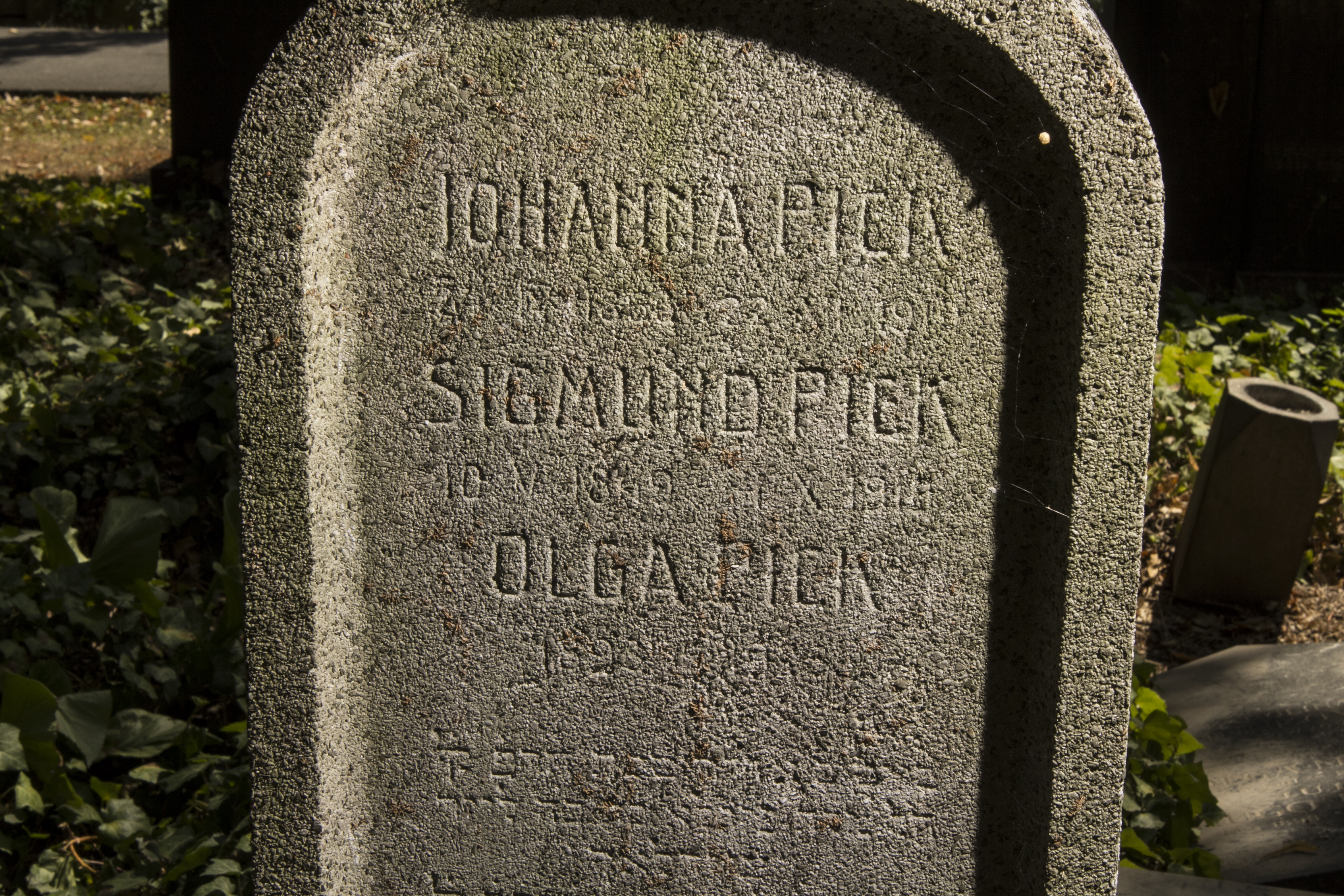

 Die Bohemia würdigte ihn in einem längeren Artikel.

„Die Mythe vom alten Abraham wird unsterblich sein, untrennbar mit der Geschichte Prags verknüpft wie die Gestalt des Golem, des hohen Rabbi Löw und Johann von Nepomuks.“

## Siehe auch

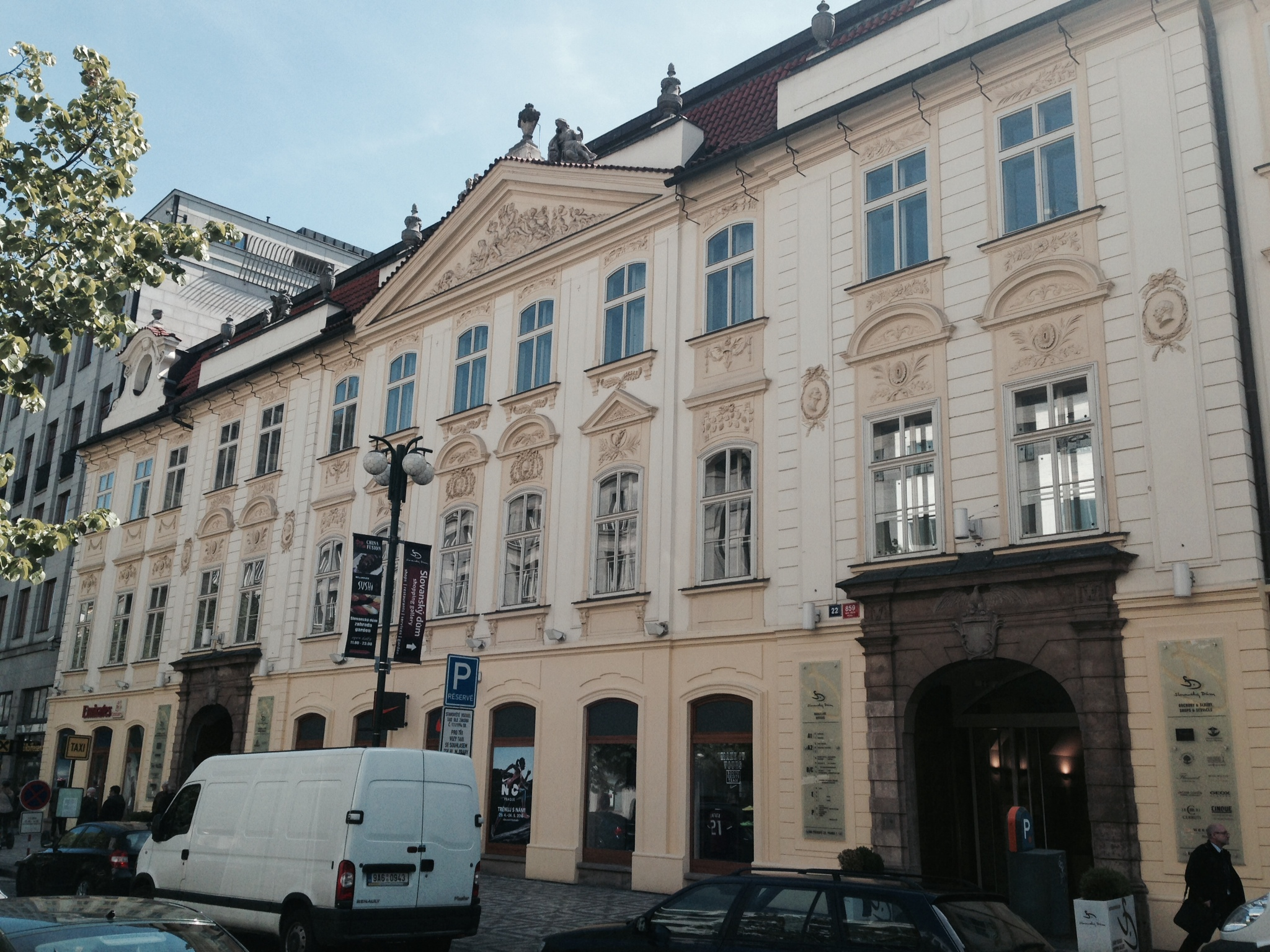
Picks Wirkstätte: Das Deutsche Haus in Prag